# El Idrissia
El Idrissia là một đô thị thuộc tỉnh Djelfa, Algérie. Dân số thời điểm năm 2002 là 21.279 người.